# That Don't Impress Me Much
«That Don't Impress Me Much» (en español: «Eso no me impresiona mucho») es una canción escrita y producida por la cantante canadiense Shania Twain y el productor Robert Lange para su tercer álbum de estudio Come on Over. Se lanzó cómo sexto sencillo en las estaciones de radio country, tercero en las radios pop en América del Norte y cuarto en los mercados internacionales. Hasta el momento es su tercer éxito más grande en el Billboard Hot 100 y uno de sus mayores éxitos en todo el mundo. Twain ha interpretado la canción en sus dos giras de conciertos (Come on Over tour 1998-1999 Up! tour 2003-2003).

## Vídeo musical
El videoclip de "That Don't Impress Me Much" se filmó el 3 y 4 de noviembre de 1998 en el desierto de Mojave en el Mirage Dry Lake bajo la dirección de Paul Boyd. Se lanzó oficialmente el 2 de diciembre de 1998. En el videoclip se puede ver a Twain en medio del desierto con un traje con capucha de leopardo y varios hombres que le ofrecen dar un paseo por el desierto. Estos incluyen un hombre en un Chevy Bel Air de 1957, otro en una moto, otro en un jeep del ejército (Ford Mutt), otro en un camión cisterna (Peterbilt 379), y otro sobre un caballo negro. En 1999 el vídeo ganó un "Canadian Country Music Awards" en la categoría video del año. Se hicieron dos versiones del vídeo, uno con la versión original de la canción (versión country) que se lanzó sólo en los canales de televisión country y otro con la versión "Dance Mix Edit" que se dio a conocer en los canales pop. La versión original del vídeo se encuentra disponible en el DVD de Twain The Platinum Collection. "That Don' Impress Me Much" figuraba en el número setenta y siete en el VH1 100 Greatest Videos in Rock and Roll (100 videos más grandiosos del rock and roll); y cuarenta y cinco en el 100 Greatest Videos in Country Music (100 videos más grandiosos de la música country). También fue nombrado el video de música country más sexy de todos los tiempos en los Country Music Awards de Canadá en el 2006.

## Recepción
"That Don't Impress Me Much" debutó en el Billboard Hot Country Singles & Tracks en la semana del 12 de diciembre de 1998 en el número 60, el debut más alto de la semana. Se mantuvo durante veinte semanas en la lista y alcanzó un máximo del número ocho en la semana del 27 de febrero de 1999, donde permaneció durante una semana.
Éste se convirtió en el décimo sencillo de Twain que alcanzaba el top 10 y duodécimo que alcanzaba el top 20.
En la radio adulto contemporánea "That Don't Impress Me Much" debutó en la semana del 17 de abril de 1999 en el número 22, el debut más alto de la semana y hasta el momento el debut más alto de Twain en esta lista. El sencillo se mantuvo por 26 semanas en la lista y rápidamente subió a su punto máximo en el número ocho en la semana del 5 de junio de 1999 donde permaneció durante una semana. "That Don't Impress Me Much" se convirtió en el tercer sencillo de Twain que alcanzaba el top 10 en esta lista.
En el Billboard Hot 100 el sencillo debutó en la semana del 23 de enero de 1999 en el número 80. Se mantuvo por 28 semanas en la lista y alcanzó su punto máximo en la semana del 12 de junio de 1999 en el número siente, donde permaneció durante dos semanas.
Hasta el momento "That Don't Impress Me Much" es el tercer mayor éxito de Twain en esta lista además de alcanzar el número cinco en la lista de las canciones más radiadas.
Internacionalmente, "That Don't Impress Me Much" se convirtió en su éxito más grande en el Reino Unido, donde debutó en su posición máxima en el número tres en la semana del 22 de mayo de 1999, donde permaneció durante tres semanas. Se mantuvo en el top 10 durante otras siente semanas y 21 semanas en toda la lista. La canción alcanzó el primer puesto en varios países como Bélgica, Irlanda, Noruega y Nueva Zelandia, en el que debutó en el número uno, y más tarde fue certificado Platino.
En total "That Don't Impress Me Much" alcanzó el top 10 en 15 países en Alemania, Australia, Austria, Bélgica, Canadá, Finlandia, Alemania, Irlanda, Letonia, Países Bajos, Nueva Zelandia, Noruega, Suecia, Suiza, el Reino Unido, y los Estados Unidos.

## Versiones de audio
- Versión Original (versión Country) - 3:38
- Versión Internacional - 3:38
- Versión Greatest Hits - 4:28
- Dance Mix Edit / Norte América versión Internacional - 3:59
- Dance Mix / India Mix - 4:43
- Directo desde Dallas - 3:45

## Posicionamiento
| Listas                                       | Posición |
| -------------------------------------------- | -------- |
| Australian ARIA Charts                       | 2        |
| Austria                                      | 3        |
| Bélgica Ultratop 50 Singles Chart            | 1        |
| Canadá                                       | 8        |
| Canada RPM Country Singles                   | 2        |
| Países Bajos                                 | 2        |
| Finnish Singles Chart                        | 3        |
| Francia Chart                                | 12       |
| Alemania                                     | 8        |
| "Irlanda                                     | 1        |
| Letonia Airplay Chart                        | 3        |
| Nueva Zelanda RIANZ Singles Chart            | 1        |
| Noruega                                      | 1        |
| Suecia                                       | 3        |
| Suiza                                        | 6        |
| Reino Unido                                  | 3        |
| EE.UU Billboard Hot Country Singles & Tracks | 8        |
| EE.UU Billboard Country Singles Sales        | 1        |
| EE.UU Billboard Adult Contemporary           | 8        |
| EE.UU Billboard Hot 100                      | 7        |
| EE.UU Billboard Hot 100 Airplay              | 5        |
| EE.UU Billboard Hot 100 Singles Sales        | 11       |
| EE.UU Billboard Top 40 Tracks                | 5        |
| EE.UU Billboard Top 40 Mainstream            | 5        |
| EE.UU Billboard Adult Top 40                 | 6        |
| EE.UU ARC Weekly Top 40                      | 2        |

## Sucesiones
| Predecesor: "Heaven" de Virtual Zone | Top 50 Singles (Flandes) — Sencillo N.º 1 12 de junio de 1999 — 26 de junio de 1999 | Sucesor: "Sometimes" de Britney Spears |